# آندری کاسپاروف
آندری کاسپاروف (انگلیسی: Andrey Kasparov؛ زادهٔ ۶ آوریل ۱۹۶۶) آهنگساز، و نوازنده پیانو اهل ایالات متحده آمریکا است. وی از سال ۱۹۸۵ میلادی تاکنون مشغول فعالیت بوده است.

## زندگی‌نامه
دوران اولیه زندگی و تحصیل کاسپاروف در ۶ آوریل ۱۹۶۶ در باکو آذربایجان بود و در خانواده ای ارمنی‌تبار به دنیا آمد. او تحصیلات موسیقی خود را در سن شش سالگی آغاز کرد و در پانزده سالگی به مسکو نقل مکان کرد. او بعداً وارد کنسرواتوار دولتی مسکو شد و به ترتیب در سال‌های ۱۹۸۹ و ۱۹۹۰ با درجه ممتاز در رشته آهنگسازی و پیانو فارغ‌التحصیل شد. در کنسرواتوار، هارمونی و کنترپوان را نزد یوری خولوپوف، موسیقی‌شناس مشهور روسی آموخت. از جمله مربیان کیبورد او، نینا املیانوا، ولادیمیر بونین، سرگئی دیژور، دیمیتری ساخاروف و ویکتور مرژانوف بودند. مطالعات آهنگسازی او با تاتیانا چودوا و تیخون خرنیکوف آغاز شد. او بعداً آنها را در استودیوی مستقل الکساندر چایکوفسکی ادامه داد. در سال ۱۹۸۵، او جایزه سوم توکاتا که برای پیانو بود دریافت کرد، و در سال ۱۹۸۷، جایزه دوم را برای شش قصیده برای فلوت، ویولن و ویولنسل، در مسابقه آهنگسازی اتحاد جماهیر شوروی دریافت کرد.
کاسپاروف پس از آن تحصیلات دکترا را در رشته آهنگسازی در مدرسه موسیقی جیکوبز و دانشگاه ایندیانا در بلومینگتون به همراه کلود بیکر، وین پترسون، هاروی سولبرگر و یوجین اوبراین و مربی رهبری، توماس بالدنر، دنبال کرد. او همچنین در سال ۱۹۹۶ در دوره‌های موسیقی جدید در دارمشتات آلمان شرکت کرد. در سال ۱۹۹۷ او جایزه دوم مسابقه بین‌المللی آهنگسازان پروکوفیف را برای سونات پیانو شماره ۲، اثری بر روی دو ردیف دوازده تنی متضاد دریافت کرد. کاسپاروف D.M خود را در آهنگسازی موسیقی از دانشگاه ایندیانا در سال ۱۹۹۹دریافت کرد.

## شغل حرفه ای
در حال حاضر، دکتر کاسپاروف به عنوان استاد موسیقی در دانشگاه سلطه قدیمی در نورفولک، ویرجینیا خدمت می‌کند، جایی که او مقطع کارشناسی و کارشناسی ارشد آهنگسازی موسیقی، پیانو، و تمام سطوح تئوری موسیقی در مقطع کارشناسی را تدریس می‌کند، و همچنین گروه موسیقی جدید را رهبری می‌کند.
در بین سال‌های ۱۹۹۸ و ۲۰۰۸، کاسپاروف گروه مقیم دانشگاه سلطه قدیمی برای موسیقی معاصر که کرئو نام دارد را رهبری کرد. اجرای نهایی گروه در مارس ۲۰۰۸، اولین آهنگسازی کاسپاروف، سیسرناکابرد بود که برای رقص مدرن و شش نوازنده: فلوت آلتو، فلوت باس/کنترباس، ویولن، دو نوازنده سازهای کوبه ای و میزانسن را به نمایش گذاشت. در میان هنرمندان شرکت کننده اعضای گروه دوم رقص‌بادی و میزانسن لیزا رلافورد کاستون بودند. این کار که توسط بورلی کوردووا دوان و کریستینا یوشیدا طراحی شده بود، با هشت رقصنده که به صورت دایره ای که متمایل بودند به مرکز دایره که در آن تابلوی یادبود قربانیان نسل‌کشی ارامنه بود، آغاز شد.کاسپاروف قبلاً در سال ۲۰۰۵ با گروه دوم رقص‌باد با همکاری جلون ویرا، طراح رقص، روی Iao کار کرده بود، اثری اورجینال برای رقص، میزانسن و سازهای کوبه ای، که عناصر رقص سنتی آفریقایی- برزیلی و رقص برزیلی معروف به Capoeira، را در خود جای داده بود.
علاوه بر حرفه خود به عنوان آهنگساز و آکادمیک، کاسپاروف یک پیانیست کنسرت و هنرمند ضبط نیز بود که دیسکوگرافی او چندین شرکت ضبط از جمله آلبانی رکوردز و ناکسوس رکوردز را در بر می‌گیرد. از سال ۲۰۰۹، او مدیریت هنری اتاق نورفولک را با همسر و پیانیست همکار خود اوکسانا لوتسیشین، به اشتراک گذاشته است. آنها با هم از بنیانگذاران Invencia Piano Duo هستند.